# Cheat Codes
Cheat Codes — американская музыкальная EDM группа из Лос-Анджелеса, специализирующаяся на электронной поп-музыке. Наиболее популярными песнями группы стали «Sex» (2016) и «No Promises» (2017) при участии популярной певицы Деми Ловато.

## История

### 2014—2015 годы
Сheat Codes состоит из трех диджеев: Трэвора Дала, КЕВИ и Мэттью Рассела. Трэвор ранее записывал музыку под псевдонимом Plug In Stereo. До образования трио в 2014 году Тревор и Мэт жили вместе, а позже стали записывать музыку, совместно с КЕВИ. Название группы появилось благодаря брату КЕВИ. Его брат часто говорил, что нашел свой «чит-код» (англ. «Cheat Code») для получению всего, чего он хочет в этой жизни. «Мы действительно воплощаем идею о том, что все возможно. Для нас настоящий „чит-код“ для жизни — это то, что вы делаете, и мы надеемся передать эту энергию через нашу музыку», — сказали они в интервью.
В 2015 году они выпустили дебютный сингл под названием «Visions», который достиг первой позиции в чарте Hype Machine. За ним последовали синглы «Don’t Say No», «Senses», и «Adventure», пиковой позицией которого стала третья строчка в Hype Machine. Их YouTube канал достиг более 15 миллионов просмотров и позже группа присоединилась к туру другого EDM коллектива The Chainsmokers.

### 2016 — настоящее время
В июне 2016 года они выпустили песню «Let Me Hold You (Turn Me On)» в дуэте с Данте Клейном, в которой присутствует семпл из песни «Turn Me On» Кэвина Литтла. Песня набрала более 100 миллиона стримов.
В июле 2016 года они выпустили новый сингл «Sex», который быстро набрал 300 миллионов стримов. Говоря об этом треке, участник группы, Мэтт признал, что эта песня, к которой «прикоснулся сам Бог», поскольку была написана всего 45 минут. В августе 2016 года на песню было выпущено музыкальное видео, на данный момент имеющее более 88 миллионов просмотров на YouTube, а трио выступило на фестивале Billboard Hot 100.
Парни подписали контракт с 300 Entertainment в сентябре 2016 года.
В ноябре в свет вышла их новая песня «Queen Elizabeth», совместно с их сопродюсером «Foreign Noi $ e».
В марте 2017 года парни выпустили свой новый хит-сингл «No Promises», записанный при участии популярной американской певицы — Деми Ловато.
Трек вошел в топ-10 главного музыкального чарта Billboard Hot 100. 16 мая на песню был выпущен музыкальный клип, который на данный момент имеет более 21 миллиона просмотров на YouTube.
Парни, вместе с Деми Ловато, выступили с песней на The Tonight Show Starring Jimmy Fallon.
26 мая 2017 группа выпустила новый сингл «Stay With You», записанный при участии музыканта Cade.
22 июня 2018 года вышел сингл «Only You».
14 августа 2020 года Cheat Codes выпустили сингл "No Time" с рэперами DVVBS и Wiz Khalifa. Также соисполнителем в треке числится Prince$$ Rosie, но на самом деле это лишь рэперский псевдоним участинка Cheat Codes Кевина Форда.

## Участники
- Трэвор Дал (Travor Dahl)
- КЕВИ (KEVI)
- Мэттью Рассел (Matthew Russell)

## Дискография

### Синглы
| Название                                                      | Год  | Пиковые позиции в чартах | Пиковые позиции в чартах | Пиковые позиции в чартах | Пиковые позиции в чартах | Пиковые позиции в чартах | Пиковые позиции в чартах | Пиковые позиции в чартах | Пиковые позиции в чартах | Пиковые позиции в чартах | Пиковые позиции в чартах | Сертификация                                 | Альбом            |
| Название                                                      | Год  | US                       | AUS                      | BEL                      | DEN                      | FIN                      | GER                      | NLD                      | NOR                      | SWE                      | UK                       | Сертификация                                 | Альбом            |
| ------------------------------------------------------------- | ---- | ------------------------ | ------------------------ | ------------------------ | ------------------------ | ------------------------ | ------------------------ | ------------------------ | ------------------------ | ------------------------ | ------------------------ | -------------------------------------------- | ----------------- |
| «Visions»                                                     | 2015 | —                        | —                        | —                        | —                        | —                        | —                        | —                        | —                        | —                        | —                        |                                              | Non-album singles |
| «Adventure» (с Эваном Гартнером)                              | 2015 | —                        | —                        | —                        | —                        | —                        | —                        | —                        | —                        | —                        | —                        |                                              | Non-album singles |
| «Senses» (с Lostboycrow)                                      | 2015 | —                        | —                        | —                        | —                        | —                        | —                        | —                        | —                        | —                        | —                        |                                              | Non-album singles |
| «Follow You»                                                  | 2015 | —                        | —                        | —                        | —                        | —                        | —                        | —                        | —                        | —                        | —                        |                                              | Non-album singles |
| «Please Don’t Go»                                             | 2015 | —                        | —                        | —                        | —                        | —                        | —                        | —                        | —                        | —                        | —                        |                                              | Non-album singles |
| «Say Goodbye»                                                 | 2016 | —                        | —                        | —                        | —                        | —                        | —                        | —                        | —                        | —                        | —                        |                                              | Non-album singles |
| «Sex» (с Крисом Кросом Амстердамом)                           | 2016 | —                        | 17                       | 25                       | 3                        | 3                        | 14                       | 2                        | 2                        | 2                        | 9                        | - ARIA: Платина - BPI: Золото - BVMI: Золото | Non-album singles |
| «Runaway»                                                     | 2016 | —                        | —                        | —                        | —                        | —                        | —                        | —                        | —                        | —                        | —                        |                                              | Non-album singles |
| «Fed Up» (с LVNDSCAPE)                                        | 2016 | —                        | —                        | —                        | —                        | —                        | —                        | —                        | —                        | —                        | —                        |                                              | Non-album singles |
| «Can’t Fight It» (с Quintino)                                 | 2016 | —                        | —                        | —                        | —                        | —                        | —                        | —                        | —                        | —                        | —                        |                                              | Non-album singles |
| «Let Me Hold You (Turn Me On)» (с Данте Кляйном)              | 2016 | —                        | 38                       | 55                       | 19                       | —                        | 49                       | 27                       | 15                       | 12                       | 36                       | - BPI: Серебро                               | Non-album singles |
| «Queen Elizabeth»                                             | 2016 | —                        | —                        | —                        | —                        | —                        | —                        | —                        | —                        | —                        | —                        |                                              | Non-album singles |
| «No Promises» (с Деми Ловато)                                 | 2017 | 38                       | 17                       | 37                       | 30                       | —                        | 44                       | 35                       | 39                       | 37                       | 18                       | - ARIA: Золото - BPI: Серебро                | Non-album singles |
| «Stay with You» (с Cade)                                      | 2017 | —                        | —                        | —                        | —                        | —                        | —                        | —                        | —                        | —                        | —                        |                                              | Non-album singles |
| «—» означает, что сингл не попал в чарт, либо не был выпущен. |      |                          |                          |                          |                          |                          |                          |                          |                          |                          |                          |                                              |                   |

### Синглы, выпущенные в дуэте с Cheat Codes
| Название                                                          | Год  | Пиковые позиции в чартах | Пиковые позиции в чартах | Пиковые позиции в чартах | Пиковые позиции в чартах | Пиковые позиции в чартах | Пиковые позиции в чартах | Пиковые позиции в чартах | Пиковые позиции в чартах | Пиковые позиции в чартах | Сертификация   | Альбом            |
| Название                                                          | Год  | AUS                      | BEL                      | DEN                      | FRA                      | GER                      | ITA                      | NLD                      | NOR                      | UK                       | Сертификация   | Альбом            |
| ----------------------------------------------------------------- | ---- | ------------------------ | ------------------------ | ------------------------ | ------------------------ | ------------------------ | ------------------------ | ------------------------ | ------------------------ | ------------------------ | -------------- | ----------------- |
| «Monsters Are Everywhere» (The Seige c Cheat Codes)               | 2015 | —                        | —                        | —                        | —                        | —                        | —                        | —                        | —                        | —                        |                | Non-album singles |
| «Hold On» (Moguai c Cheat Codes)                                  | 2015 | —                        | 64                       | —                        | —                        | —                        | —                        | 86                       | —                        | —                        |                | Non-album singles |
| "Shed A Light (Робин Шульц и Дэвид Гетта совместно с Cheat Codes) | 2016 | 23                       | 26                       | 35                       | 44                       | 6                        | 27                       | 20                       | 30                       | 24                       | - BPI: Серебро | Non-album singles |
| «—» означает, что сингл не попал в чарт, либо не был выпущен.     |      |                          |                          |                          |                          |                          |                          |                          |                          |                          |                |                   |